# 單周堯
單周堯（英語：Sin Chow Yiu，1947年12月9日—），字文農，別號勉齋，香港學者，在香港出生及長大，祖籍廣東省東莞市，單先生主要研究文字學；他字文農，別號勉齋，五十歲以後又號澹齋.
生平簡介：
1960年畢業於李陞小學上午校且考獲五年政府獎學金，其後從1960年入讀，並畢業於英皇書院。1968年以政府助學金考入香港大學，修讀中文系。1972年2月1日至1975年任職香港皇家警察二級中文翻譯主任。從1975年起，一直任教於香港大學中文系，博士生導師，主要講授及研究《左傳》、文字學等課程。他於香港大學退休後，一直任職於香港能仁專上學院副校長（學術）、並為文學院院長暨中文系主任，又兼任香港大學中文學院榮譽教授。
著有《中國語文論稿》、《文字訓詁叢稿》、《左傳學論集》、《勉齋小學論叢》等。